# Кащук, Дмитрий Анатольевич
Дмитрий Анатольевич Кащук (укр. Дмитро Анатолійович Кащук; род. 4 мая 1983 года, Москва, Российская Федерация) — украинский предприниматель, инвестор, эксперт в области недропользования, бывший председатель Государственной службы геологии и недр Украины.

## Биография
Дмитрий Кащук родился 4 мая 1983 года в Москве. Детство провёл во Львове. З 1990 по 2000 годы учился в СОШ № 82 Львова. С 2000 по 2005 годы получал образование в Национальном университете «Львовская политехника», институт экономики и менеджмента, специальность «Международная экономика». В 2004 году поступил во Львовский национальный университет им. Ивана Франка, институт последипломного образования, специальность «Правоведение». Закончил обучение в 2008 году. С 2011 по 2014 годы получал образование в Национальной академии государственного управления при Президенте Украины, специальность «Государственное управление». В 2021 году закончил Программу управленческого развития «Системы и системное мышление для управленцев» в Киево-Могилянской бизнес-школе (KMBS). Также прошёл программу «Основные принципы государственной политики» и несколько программ Венского экономического университета.
С 2008 по 2010 годы был заместителем директора департамента, начальником отдела развития экспорта Департамента внешнеэкономической политики Министерства экономики Украины. 
С 2010 по 2011 годы — заместитель начальника Главного управления экономики и инвестиций, начальник управления инвестиционной политики Львовской областной государственной администрации. С 2013 года — заместитель директора ООО «Фиакр-Львов». С 2014 года работал представителем компании Chevron в Западном регионе Украины.
С 21 мая 2014 года по 10 декабря 2014 года находился в должности Председателя Государственной службы геологии и недр Украины. За время работы в Госгеологии принял участие в разработке около 20 законодательных инициатив, устранении коррупционных составляющих, а также занимался привлечением инвестиций.
С 2017 по 2021 год является совладельцем имущественных прав, разработчиком и соавтором расчётно-информационного комплекса «Риком». С 2018 по 2021 год является руководителем общественной организации «Наука Разведка Добыча». Ведёт собственные колонки в блогах «НВ» и «Экономическая правда». Внедряет инвестиционные проекты в сфере недропользования. Меценат, занимается благотворительностью. Дмитрий Кащук владеет английским и немецким языками.

## Личная жизнь
Женат, воспитывает двух дочерей.